# سوني فاي
سوني فاي (بالإنجليزية: Sonny Fai)‏ هو لاعب دوري الرغبي نيوزيلندي، ولد في 20 مارس 1988 في أوكلاند في نيوزيلندا، وتوفي في 4 يناير 2009 بسبب غرق.